# Список країн за споживанням природного газу
Це список країн за щорічним  споживанням природного газу. У інформаційних цілях, деякі не суверенні об'єкті також включені у цей список.
| Місце № | Країна/Регіон            | Натуральний Газ - споживання (млн. м³/рік) | Дата оновлення Інформації |
| ------- | ------------------------ | ------------------------------------------ | ------------------------- |
| —       | Світ                     | 3,468,600                                  | 2015                      |
| 1       | США                      | 778,000                                    | 2015                      |
| —       | Європейський Союз        | 402,100                                    | 2015                      |
| 2       | Росія                    | 391,500                                    | 2015                      |
| 3       | Іран                     | 191,200                                    | 2015                      |
| 4       | КНР                      | 177,300                                    | 2015                      |
| 5       | Японія                   | 113,400                                    | 2015                      |
| 6       | Саудівська Аравія        | 106,400                                    | 2015                      |
| 7       | Канада                   | 102,500                                    | 2015                      |
| 8       | Мексика                  | 83,200                                     | 2015                      |
| 9       | Бразилія                 | 77,200                                     | 2016                      |
| 10      | Німеччина                | 74,600                                     | 2015                      |
| 11      | Італія                   | 71,400                                     | 2015                      |
| 12      | ОАЕ                      | 69,100                                     | 2015                      |
| 13      | Велика Британія          | 68,300                                     | 2015                      |
| 14      | Таїланд                  | 52,900                                     | 2015                      |
| 15      | Індія                    | 50,600                                     | 2015                      |
| 16      | Узбекистан               | 50,300                                     | 2015                      |
| 17      | Аргентина                | 47,500                                     | 2015                      |
| 18      | Єгипет                   | 46,160                                     | 2015                      |
| 19      | Південна Корея           | 43,600                                     | 2015                      |
| 20      | Туреччина                | 43,600                                     | 2015                      |
| 21      | Пакистан                 | 43,400                                     | 2015                      |
| 22      | Малайзія                 | 39,800                                     | 2015                      |
| 23      | Франція                  | 39,100                                     | 2015                      |
| 24      | Австралія                | 34,300                                     | 2015                      |
| 25      | Нідерланди               | 31,800                                     | 2015                      |
| 26      | Казахстан                | 30,580                                     | 2015                      |
| 27      | Україна                  | 28,800                                     | 2015                      |
| 28      | Іспанія                  | 27,600                                     | 2015                      |
| 29      | Венесуела                | 26,500                                     | 2015                      |
| 30      | Алжир                    | 26,300                                     | 2007 оціночні данні       |
| 31      | Індонезія                | 23,400                                     | 2007 оціночні данні       |
| 32      | Білорусь                 | 21,760                                     | 2007 оціночні данні       |
| 33      | Тринідад і Тобаго        | 20,800                                     | 2007 оціночні данні       |
| 34      | Катар                    | 20,500                                     | 2007 оціночні данні       |
| 35      | Туркменістан             | 19,480                                     | 2007 оціночні данні       |
| 36      | Бельгія                  | 17,390                                     | 2007 оціночні данні       |
| 37      | Румунія                  | 17,090                                     | 2007                      |
| 38      | Польща                   | 16,380                                     | 2007 оціночні данні       |
| 39      | Бангладеш                | 15,700                                     | 2007 оціночні данні       |
| 40      | Республіка Китай         | 13,600                                     | 2007                      |
| 41      | Угорщина                 | 13,360                                     | 2007 оціночні данні       |
| 42      | Нігерія                  | 12,900                                     | 2007 оціночні данні       |
| 43      | Кувейт                   | 12,500                                     | 2006 оціночні данні       |
| 44      | Бахрейн                  | 11,330                                     | 2006 оціночні данні       |
| 45      | Оман                     | 11,000                                     | 2007 оціночні данні       |
| 46      | Азербайджан              | 9,770                                      | 2007 оціночні данні       |
| 47      | Ірак                     | 9,454                                      | 2008 оціночні данні       |
| 48      | Чехія                    | 8,622                                      | 2007 оціночні данні       |
| 49      | Австрія                  | 8,436                                      | 2007 оціночні данні       |
| 50      | Колумбія                 | 7,220                                      | 2006 оціночні данні       |
| 51      | В'єтнам                  | 6,860                                      | 2007 оціночні данні       |
| 52      | Сінгапур                 | 6,600                                      | 2008 оціночні данні       |
| 53      | Норвегія                 | 6,500                                      | 2007 оціночні данні       |
| 54      | Лівія                    | 6,390                                      | 2006 оціночні данні       |
| 55      | Словаччина               | 6,216                                      | 2007 оціночні данні       |
| 56      | Ірландія                 | 4,984                                      | 2007 оціночні данні       |
| 57      | Нова Зеландія            | 4,572                                      | 2007 оціночні данні       |
| 58      | Данія                    | 4,555                                      | 2007 оціночні данні       |
| 59      | Сирія                    | 4,400                                      | 2008 оціночні данні       |
| 60      | Чилі                     | 4,200                                      | 2007 оціночні данні       |
| 61      | Португалія               | 4,112                                      | 2007 оціночні данні       |
| 62      | Греція                   | 4,069                                      | 2007 оціночні данні       |
| 63      | Бруней                   | 3,990                                      | 2006 оціночні данні       |
| 64      | Туніс                    | 3,850                                      | 2006 оціночні данні       |
| 65      | М'янма                   | 3,620                                      | 2006 оціночні данні       |
| 66      | Болгарія                 | 3,500                                      | 2007 оціночні данні       |
| 67      | Литва                    | 3,440                                      | 2007 оціночні данні       |
| 68      | Перу                     | 3,400                                      | 2008 оціночні данні       |
| 69      | Хорватія                 | 3,300                                      | 2007                      |
| 70      | Швейцарія                | 3,232                                      | 2007 оціночні данні       |
| 71      | ПАР                      | 3,100                                      | 2006 оціночні данні       |
| 72      | Гонконг                  | 3,080                                      | 2008 оціночні данні       |
| 73      | Болівія                  | 3,000                                      | 2007 оціночні данні       |
| 74      | Сербія                   | 2,550                                      | 2005 оціночні данні       |
| 75      | Молдова                  | 2,440                                      | 2007 оціночні данні       |
| 76      | Ізраїль                  | 2,270                                      | 2006 оціночні данні       |
| 77      | Фінляндія                | 2,268                                      | 2007 оціночні данні       |
| 78      | Йорданія                 | 2,250                                      | 2006 оціночні данні       |
| 79      | Філіппіни                | 2,200                                      | 2006 оціночні данні       |
| 80      | Вірменія                 | 2,050                                      | 2007 оціночні данні       |
| 81      | Латвія                   | 2,040                                      | 2007 оціночні данні       |
| 82      | Грузія                   | 1,490                                      | 2007 оціночні данні       |
| 83      | Мозамбік                 | 1,450                                      | 2006 оціночні данні       |
| 84      | Люксембург               | 1,329                                      | 2007 оціночні данні       |
| 85      | Екваторіальна Гвінея     | 1,300                                      | 2006 оціночні данні       |
| 85      | Кот-д'Івуар              | 1,300                                      | 2006 оціночні данні       |
| 87      | Куба                     | 1,218                                      | 2007                      |
| 88      | Словенія                 | 1,105                                      | 2006 оціночні данні       |
| 89      | Швеція                   | 1,006                                      | 2007 оціночні данні       |
| 90      | Естонія                  | 1,003                                      | 2007                      |
| 91      | Киргизстан               | 768                                        | 2007 оціночні данні       |
| 92      | Пуерто-Рико              | 736.2                                      | 2007 оціночні данні       |
| 93      | Ангола                   | 680                                        | 2006 оціночні данні       |
| 94      | Боснія і Герцеговина     | 400                                        | 2006 оціночні данні       |
| 95      | Еквадор                  | 280                                        | 2006 оціночні данні       |
| 96      | Домініканська Республіка | 250                                        | 2006 оціночні данні       |
| 97      | Таджикистан              | 242.7                                      | 2008                      |
| 98      | Республіка Конго         | 180                                        | 2006 оціночні данні       |
| 99      | Танзанія                 | 146                                        | 2006 оціночні данні       |
| 100     | Папуа Нова Гвінея        | 140                                        | 2006 оціночні данні       |
| 101     | Уругвай                  | 102.8                                      | 2007 оціночні данні       |
| 102     | Габон                    | 100                                        | 2006 оціночні данні       |
| 103     | Північна Македонія       | 100                                        | 2006 оціночні данні       |
| 104     | Макао                    | 81.6                                       | 2008 оціночні данні       |
| 105     | Марокко                  | 60                                         | 2006 оціночні данні       |
| 106     | Сенегал                  | 50                                         | 2006 оціночні данні       |
| 107     | Албанія                  | 30                                         | 2006 оціночні данні       |
| 108     | Барбадос                 | 29.17                                      | 2006 оціночні данні       |
| 109     | Афганістан               | 20                                         | 2006 оціночні данні       |
| 110     | Камерун                  | 20                                         | 2006 оціночні данні       |